# Edmond Ponel
Edmond Dominique Hubert Ponel (Nancy, 14 novembre 1849 - Paris, 19 juillet 1923) est un explorateur français.

## Biographie
Alors qu'il se destine à la Marine, il doit interrompre ses études en raison de la guerre de 1870. Il travaille finalement dans l'industrie et rejoint en 1884 la Mission de l'Ouest-Africain. Nommé chef du poste de Pombo, nouvellement créé par Pierre Savorgnan de Brazza, il devient commandant de Nkoundja sur l'Oubangui et consacre ses loisirs à étudier scientifiquement la région, fournissant de nombreux renseignements à Élisée Reclus pour sa Géographie Universelle et son L'Afrique méridionale qui sera publié en 1888.

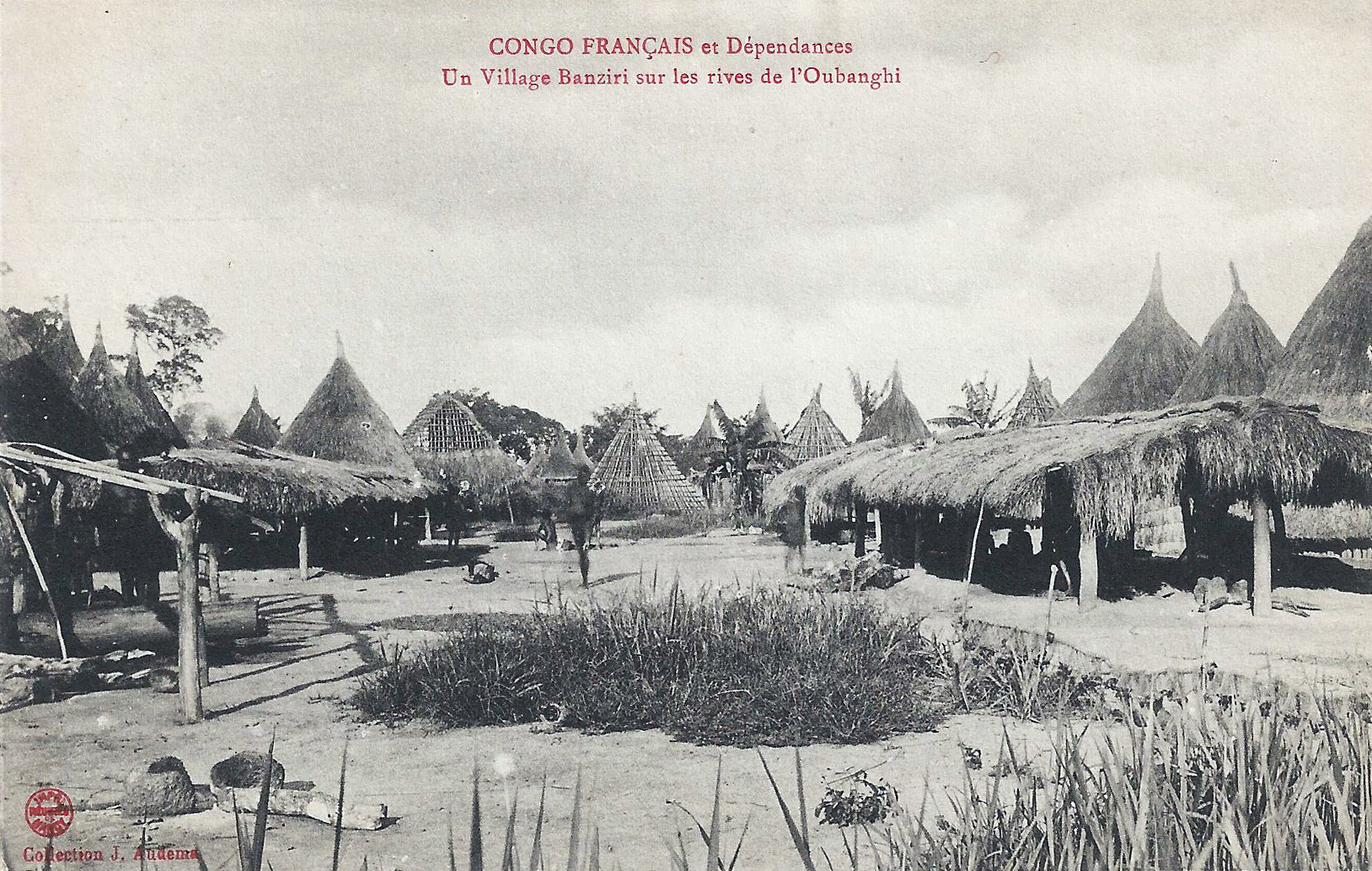
Village banziri sur les bords de l'Oubangui.

Commandant le territoire des Modzaka (1889), il l'explore jusqu'au delà de Kouango puis participe à la fondation du poste de Bangui. En 1890, Ponel est le nouveau chef de poste de Bangui. Le 17 août 1891, il accueille l'explorateur Paul Félix Brunache envoyé, avec Jean Dybowski, sur les traces de Paul Crampel qui a disparu, par le Comité de l'Afrique française. Ponel part en amont de Bangui, recruter des pirogues chez les Banziris qui ont leur village au bord de l’Oubangui. En attendant son retour, l’explorateur Brunache mal abrité dans une hutte mise à sa disposition par les pêcheurs, pendant une tornade, fait construire par les Kassaïs de son expédition un case plus étanche, puis une autre, et conclut-il, « ainsi naît ce poste des Ouaddas ».
Après le massacre de la mission Crampel, il visite les vallées de l'Ombéla et de la Kémo pour préparer la route à Jean Dybowski.
En 1892, il accompagne Brazza sur la Sangha puis, avec quelques rescapés de la mission Fourneau, embarque sur la Courbet, une chaloupe à vapeur, pour remonter la rivière le plus au nord possible. Sur la Mambéré, il fonde le poste de Bania puis atteint Baboua le 31 octobre 1892.
Brazza le charge ensuite de continuer vers le nord pour soutenir la mission Mizon dans l'Adamaoua. Il part ainsi du poste de Batouri, le 26 décembre 1892, avec quatre tirailleurs sénégalais et rejoint Ngaoundéré le 15 février 1893. Il prend la route inverse de Mizon et atteint Yola le 10 avril où, mal accueilli par le sultan Zoubir, il doit faire demi-tour. Malade et épuisé, il regagne la Sangha en juin 1893.
En août 1893, alors que Brazza rejoint le bas Congo, il fonde le poste de Berbérati, mais, totalement ravagé par les fièvres, décide de rentrer en France. Il croise alors la mission Clozel partie s'installer à Berbérati.
Avec l'appui de Brazza, il est nommé en 1894, administrateur colonial de première classe. Il reçoit en 1895 la médaille d'or de la Société de géographie de Paris et est fait chevalier de la Légion d'honneur le 3 janvier 1895.
Outre les traités signés et la fondation de postes, les explorations de Ponel permirent des négociations avec l'Allemagne sur les frontières Congo-Cameroun et se distinguent par l'intérêt des observations géographiques et ethnologiques sur l'Adamaoua recueillies par celui-ci. Les collections d'Edmond Ponel sont conservées au musée du quai Branly.

## Travaux
- Notes sur les Mbochis, Bulletin de la Société de géographie, 1886, p. 373
- La Haute-Sangha, Bulletin de la Société de géographie, 1896, p. 188-211
- La Haute-Sangha, Annales de Géographie, 1895-1896, p. 72-89